# Месје 67
Месје 67 (М67) је расејано звездано јато у сазвежђу Рак које се налази у Месјеовом каталогу објеката дубоког неба.
Деклинација објекта је + 11° 49' 0" а ректасцензија 8h 51m 18,0s. Привидна величина (магнитуда) објекта М67 износи 6,9. М67 је још познат и под ознакама NGC 2682, OCL 549.